# Union étoile sportive montmorillonnaise
Maillots
L'Union Étoile Sportive Montmorillonnaise abrégée en UES Montmorillon ou en UESM, est un club de football français basé à Montmorillon dans le département de la Vienne. Fondée en 1923, ses joueurs sont surnommés les « Macarons » en référence au fameux Macaron de Montmorillon.
Le club évolue actuellement en championnat Régional 1 de la Ligue de football de Nouvelle-Aquitaine.

## Histoire
Le club est créé par la fusion des deux équipes de la ville en 1923 : l'Aigle créé en 1919 et l'Étoile Sportive créée en 1920. Il connaît son essor à partir des années 60, avec l'arrivée à sa présidence de Jean Ranger, industriel local dont l'entreprise de fabrication de meubles (Meubles Ranger, devenue Domoform et aujourd'hui disparue) connaît alors une forte progression.
Après un doublé Coupe et Championnat, les Macarons connaissent leur première saison au niveau national en 1969-1970 et évoluent à ce niveau jusqu'au début des années 90, avec en point d'orgue deux saisons en Division 2 :
- 1979-1980 : 16e et dernier non relégable dans le groupe A
- 1980-1981 : 17e et relégué dans le groupe B

Le club évolue deux saisons au niveau national en CFA 2 de 2003 à 2005, sans pour autant retrouver son lustre d'antan. Depuis, il joue régulièrement en Ligue du Centre-Ouest de football et navigue entre la DH ((Niveau VI à l'échelon national) et la DHR (Division d'Honneur Régionale), niveau VII à l'échelon national.

## Identité visuelle

### Couleurs et maillots
L'UES Montmorillon évolue avec un maillot blanc avec short et chaussettes noirs. À l'extérieur ou lorsqu'il rencontre un club évoluant avec des couleurs réciproques, il arbore un maillot rouge ou orange.

### Logo

Ancien logo du club.
Logo actuel restylé du club.

## Palmarès
- Deux saisons en Division 2
- Champion du groupe Centre-Ouest de Division 3 en 1979
- Champion du Centre-Ouest[1] : 1969, 1982, 1990, 2003
- Vainqueur de la Coupe du Centre-Ouest[2] : 1969

## Coupe de France
- 1975 - 1976 : Élimination en 32e de finale par l'AJ Auxerre
- 1979 - 1980 : Élimination en 32e de finale par le Stade Quimperois
- 1982 - 1983 : Élimination en 32e de finale par le FC Lorient
- 1983 - 1984 : Élimination en 32e de finale par le Tours FC
- 2000 - 2001 : Élimination en 32e de finale par le FC Sens dans le match qui allait donner le petit poucet des 16e de finale.
- 2003 - 2004 : Élimination au 5e tour par l'ES La Rochelle
- 2004 - 2005 : Élimination au 4e tour par la JA Isle
- 2005 - 2006 : Élimination au 5e tour par la JA Isle
- 2006 - 2007 : Élimination au 3e tour par Aubusson
- 2007 - 2008 : Élimination au 5e tour par le Poitiers FC
- 2008 - 2009 : Élimination au 4e tour par la JA Isle
- 2009 - 2010 : Élimination au 2e tour par Courlay
- 2012 - 2013 : Élimination au 7e tour par Limoges

## Entraîneurs
- 1969-1975 :  Jean Guillot
- 1975-1979 :  Denis Devaux
- 1979-1981 :  Mohamed Lekkak
- 1981-1982 :  Denis Devaux
- 1982-1986 :  Jean-Claude Giuntini
- 1997-2005 :  Fabrice Teissier
- 2015-2016 :  Alberto Abreu[3]
- 2016 :  Nicolas Massicard[4]
- depuis 2020 :  Alberto Abreu[5]

## Joueurs
- Alain Queyrel, buteur prolifique en troisième division dans les années 70 puis auteur de 27 des 75 buts marqués par Montmorillon lors des deux saisons du club en seconde division (79-80 et 80-81)[6]
- Jérôme Billac
- Ricardo Lazbal
- Eugeniusz Wiencierz
- Guy Delhumeau, ancien joueur du Paris Saint-Germain
- Denis Devaux
- Jean Guillot, ancien joueur du FC Nantes
- Bertrand Marchand
- Giovanni Pellegrini, ancien du Stade rennais
- Yves Devillechabrolle, ancien joueur du FC Tours
- Abdellah Djebbar, ancien joueur de la JS Kabylie
- Tatsuru Ito
- Alem Foued